# Feldzugs-Kreuz für 1813–1815 (Anhalt)
Das Feldzugs-Kreuz für 1813–1815 wurde am 5. Februar 1823 von Herzog Leopold IV. Friedrich von Anhalt-Dessau gestiftet und konnte an Angehörige des Anhaltisch-Dessauer Militärs verliehen werden, die sich während der Befreiungskriege ausgezeichnet haben.
Die Dekoration ist ein aus Messingbronze gefertigtes gerades Kreuz, dessen Kreuzarmenden von einem grünlackierten Laubkranz unterlegt ist. Im oberen Kreuzarm ist die Herzogskrone zu sehen. Im linken Kreuzarm die Initialen L. F., im rechten der Name Franz und im unteren die Buchstaben H. z. A. (Herzog zu Anhalt). Rückseitig von oben nach unten die Inschrift Anhalts tapfern Kriegern 1813. 1815.
Getragen wurde die Auszeichnung an einem rot, schwarz, weiß gestreiften Band auf der linken Brust.
Die letzte Verleihung des Feldzug-Kreuzes erfolgte am 8. August 1864.